# Denise
Denise je žensko osebno ime.

## Izvor imena
Ime Denise je različica ženskega osebnega imena Denis, oz. (pri Francozih) ženska oblika moškega imena Denis.

## Pogostost imena
Po podatkih Statističnega urada Republike Slovenije je bilo na dan 31. decembra 2007 v Sloveniji število ženskih oseb z imenom Denise: 41.

## Osebni praznik
V koledarju je ime Denise zapisano pri imenu Denis.